# Galimov (Mondkrater)
Galimov ist ein Einschlagkrater auf der Mondrückseite.
Der 33 km im Durchmesser messende Krater liegt im Süden der erdabgewandten Seite, nördlich des riesigen Kraters Zeeman, am südöstlichen Rand von Watson.
Der Krater ist von nahegelegenen Einschlägen gezeichnet, in der näheren Umgebung sieht man sehr viele kleinere Einschläge, der Kraterboden ist von komplexen Strukturen durchzogen.
Der Krater wurde 2024 von der IAU offiziell nach dem russischen Geochemiker Erik Michailowitsch Galimow benannt.